# 府场镇
府场镇，是中华人民共和国湖北省荆州市洪湖市下辖的一个乡镇级行政单位。

## 行政区划
府场镇下辖以下地区：
府场一社区、府场二社区、李家口村、文档村、曙光村、太平桥村、双湖村、船码头村、郭口村、堤潭村和农科所村。